# Neisseria flavescens
Neisseria flavescens – gatunek Gram-ujemnej bakterii opisany po raz pierwszy podczas epidemii zapalenia opon mózgowo-rdzeniowych w Chicago w 1928 roku. Bakteria ta nie fermentuje węglowodanów ani nie redukuje azotanów, wytwarza natomiast katalazę. Jej pozycja taksonomiczna nie jest pewna – z jednej strony tak jak niektóre komensalne gatunki Neisseria, jest wrażliwa na kolistynę oraz wytwarza polisacharydy z sacharozy, z drugiej strony badania wykorzystujące hybrydyzację kwasów nukleinowych dowiodły, że jest blisko spokrewniona z chorobotwórczymi gatunkami Neisseria – co sugeruje, że N. flavescens może być organizmem hybrydowym. Ponadto, Bennet et al., (2012)  zasugerowali, że gatunek ten może być w rzeczywistości biotypem Neisseria subflava. N. flavescens zasiedla ludzką jamę ustną, wykrywana była również w tkankach innych zwierząt takich jak psy, uszanka kalifornijska, przepiór wirginijski czy stonoga murowa. Gatunek ten sporadycznie wywołuje stany patologiczne takie jak posocznica, zapalenie wsierdzia, czy zapalenie opon mózgowo-rdzeniowych.  